# Türkheim
Pour l’article homonyme, voir Turckheim.
Türkheim est une commune de Bavière (Allemagne), située dans l'arrondissement d'Unterallgäu, dans le district de Souabe.

## Personnalités liées à la ville
- Augustin Simnacher (1688-1757), facteur d'orgue né à Irsingen.
- Johann Georg Bergmüller (1688-1762), peintre né à Türkheim.
- Viktor Bauer (1885-1977), homme politique né à Türkheim.